# Burgas (província)
Burgas (búlgaro: Бургас) é um província da Bulgária. Sua capital é a cidade de Burgas.

## Municípios
|               |                        |
| Nome          | População (censo 2001) |
| Aytos         | 30.549                 |
| Burgas        | 209.479                |
| Sredets       | 17.395                 |
| Kameno        | 12.453                 |
| Karnobat      | 29.871                 |
| Malko Tarnovo | 4.551                  |
| Tsarevo       | 10.229                 |
| Nesebar       | 19.113                 |
| Pomorie       | 27.370                 |
| Ruen          | 28.833                 |
| Sozopol       | 14.277                 |
| Sungurlare    | 15.409                 |
| Primorsko     | 4.079                  |